# Veuve Perrin
Pour les articles homonymes, voir Perrin.

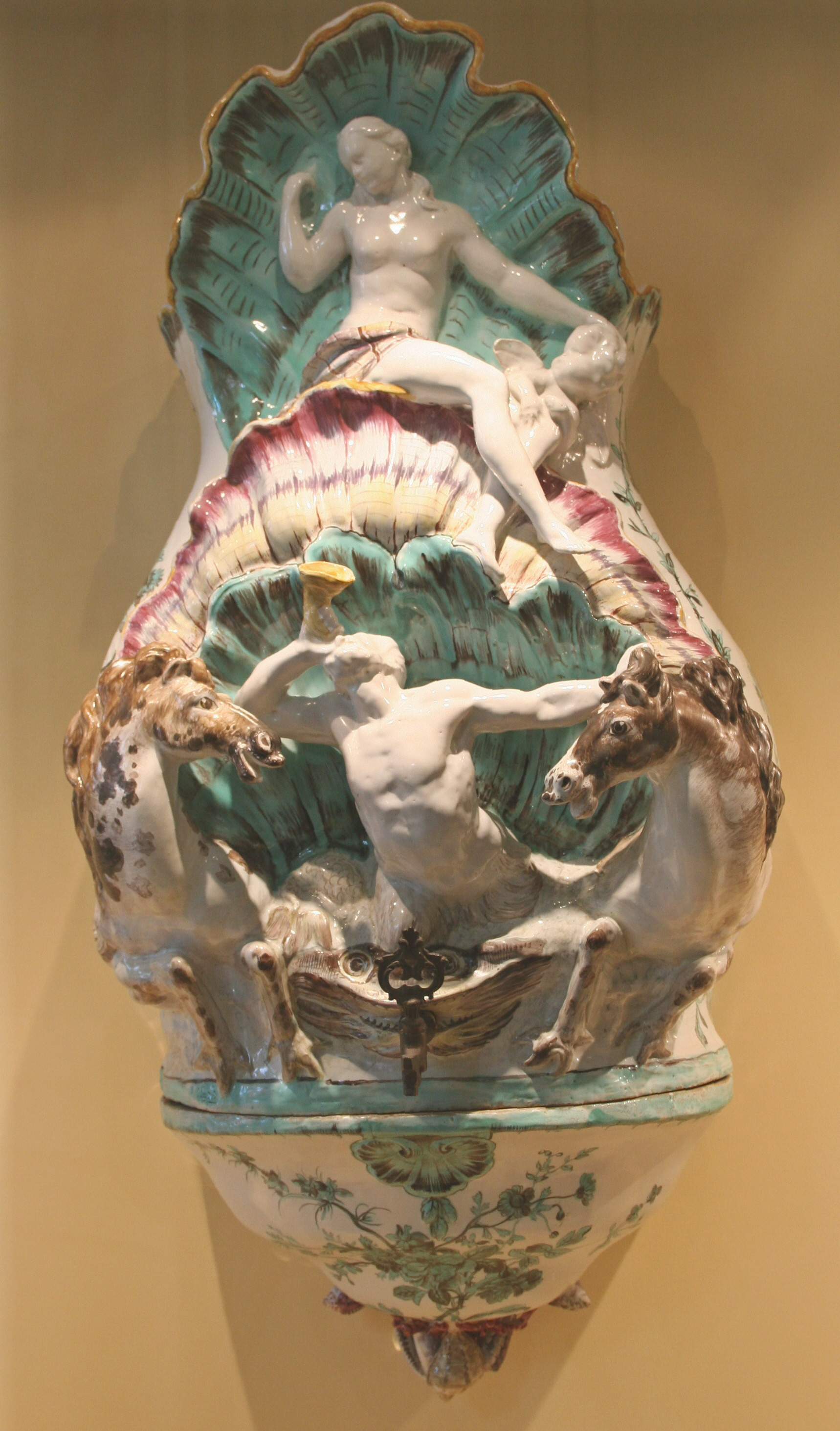
Fontaine d'applique représentant le char d'Amphitrite, atelier de la Veuve Perrin.

Pierrette Candelot  dite La Veuve Perrin née à Lyon le 3 mars 1709 et morte à Marseille le 21 novembre 1794 est la dirigeante d'une entreprise réputée de fabrication de faïence de Marseille au XVIIIe siècle.

## Biographie
Pierrette Candelot est la fille de Bégnine Richard et de Jean Ignace Candelot, maître ouvrier pour la fabrication de la soie. La famille s'installe à Marseille très probablement après la peste de 1720 qui entraîna un afflux de population après la terrible mortalité provoquée par cette épidémie. Pierrette se marie le 23 novembre 1736 à la paroisse de l'église Notre-Dame-des-Accoules avec le faïencier Claude Perrin, né à Nevers et descendant d'une famille de faïenciers de cette ville. Ils auront six enfants tous baptisés à l'église Saint-Martin : Joseph, Anne, Bénigne, deux sœurs jumelles Barbe Bénigne et Marguerite, et Joseph-François.
Il est probable que Claude Perrin travaille d'abord de 1733 à 1745 pour Joseph Fauchier dans une faïencerie appartenant à ce dernier et située à proximité de l'église Saint-Martin. À partir de 1743 il dirige une faïencerie appartenant à Pierre Fabre située hors la porte de Rome mais à proximité des remparts de la ville construits sous Louis XIV ; les affaires sont dures et l'entreprise est obligée d'emprunter. Le 25 mars 1748 Claude Perrin décède brutalement à l'âge de 52 ans.
D'après l'inventaire dressé après le décès de Claude Perrin, il s'avère que l'héritage du défunt était une fabrique de peu d'importance en difficulté financière. La Veuve Perrin forme une nouvelle fabrique dont la production était une faïence commune, essentiellement de la vaisselle de table destinée à la nombreuse population de la ville de Marseille. Héritant du savoir faire de son mari, Pierrette Candelot, désormais appelée La Veuve Perrin, dirige seule la faïencerie et se révèle immédiatement une femme de tempérament et une véritable chef d'entreprise.
La Veuve Perrin développe rapidement l'entreprise ; dès 1750 elle achète des terrains pour agrandir l'atelier et en 1754 elle acquiert au quartier de Mazargues une propriété rurale riche en sable éolien dolomitique utilisé comme fondant de la pâte destinée à la fabrication de l'émail.
Afin de développer sa production de faïence, elle entreprend en 1757 la construction d'une nouvelle bâtisse à proximité de ses ateliers pour les agrandir et créer des logements pour ses ouvriers et apprentis. L'association Veuve Perrin - Honoré Savy sera dissoute en 1765 et chacun dirigera sa propre entreprise. Le 1er janvier 1774, à l'âge de 75 ans, elle forme une nouvelle association avec son fils Joseph et le peintre sur émail Antoine Abellard, fils de François Abellard et d' Anne Clérissy fille d'Antoine Clérissy (1672-1752), faïencier à Saint-Jean-du-Désert. Le 11 août 1774 elle achète pour la somme considérable de 13 050 livres une faïencerie voisine de la sienne située entre la porte de Rome et celle de Paradis ayant appartenu aux défunts faïenciers Jean Joseph et Jean Larchier. Les affaires étant florissantes, elle acquitte le 18 mars 1776 l'entier règlement de cet achat. Elle participe sans relâche à la vie de l'entreprise et s’occupe avec sa fille Anne de la vente des faïences et veille au règlement des marchandises livrées.
À partir du début du quatrième quart du XVIIIe siècle les faïenciers rencontrent des années difficiles. Les causes sont diverses : malaise économique, plus faible demande de la part de la bourgeoisie, concurrence de la production étrangère et de la porcelaine. La Veuve Perrin n'échappe pas à ce contexte économique et rencontre des difficultés à se faire payer ses livraisons. La trésorerie de la fabrique s'en ressent et des emprunts doivent être contractés en 1778 et 1781. Le 29 mars 1782 la société Veuve Perrin & Abellard est dissoute par anticipation. La faïencière crée avec son fils Joseph une nouvelle société qui sera rapidement déclarée en faillite. Mais dès la fin de cette année 1783, elle dépose une requête pour poursuivre la profession de fabricante de faïence et relance la production.
Le 21 novembre 1794 Pierrette Candelot, âgée de 85 ans, s'éteint dans sa maison. Son fils Joseph Perrin prend la suite de l'exploitation de la fabrique, mais l'époque révolutionnaire entraine le déclin définitif de l'ensemble des manufactures marseillaises. La faïencerie de Joseph Perrin fermera définitivement ses portes fin 1803.
Pierrette Candelot-Perrin demeure une personnalité attachante faite de courage, de dynamisme et de savoir-faire ; la beauté et la qualité de ses œuvres, expression et symbole de la culture marseillaise, sont très appréciées des experts et collectionneurs contemporains.

## Les fabrications de la Veuve Perrin
Bien que dotée d'une unité de style, peu de productions de faïence sont aussi multiples et variées que celles de cette manufactures aussi bien en ce qui concerne les formes que leurs décors. Des influences très diverses s'y font sentir : la principale raison étant les associations successives de l'illustre veuve avec deux grands artistes que sont Honoré Savy et Antoine Abellard.

### Variété de formes
Cette faïencerie produit de nombreuses pièces de service de table : plats, assiettes, drageoirs, terrines, bouillons, sucriers, moutardiers, beurriers, seaux à rafraîchir, pots, surtouts, théières, pots à crème ou à lait, tasses, soucoupes etc. Elle réalise également des pièces d'ornement telles que pots pourris, bouquetiers, vases aux multiples formes, fontaines, bougeoirs. Enfin elle fabrique diverses pièces de toilette : aiguières et bassins, boîte à poudre etc.

### Variété des décors
Les principaux types de décor sont les suivants :
- Décors polychromes sur émail de couleur jaune : ce type d'émail jaune a déjà été utilisé par Joseph Fauchier, mais la Veuve Perrin en rajeunit le style en utilisant des compositions florales très variées. Dans cette catégorie peuvent être également classées les faïence à emblèmes maçonniques avec des assiettes à émail jaune dont l'aile est décorée de cartouches à l'intérieur desquels sont représentés des outils symbolisant la franc-maçonnerie : compas, triangle, niveau avec fil à plomb, etc.
- Décors aux trois nœuds et insectes dorés : l'originalité de ce décor qui appartient uniquement à la Veuve Perrin, réside dans la couleur vert d'eau de l'émail. Cette couleur a été très peu utilisée par les faïenciers en raison des difficultés techniques rencontrées au moment de la cuisson de petit feu[DMB 13]. Le décor est toujours semblable : au centre des roses avec des insectes dorés et sur l'aile des fleurs alternant avec trois nœuds couleur lie-de-vin relevés de jaune d'or.
- décors à paysages : ce décor est commun aux grands céramistes de la deuxième moitié du XVIIIe siècle. Les paysages de la Veuve Perrin sont directement inspirés par les peintres du midi et par les artistes peignant des ruines ; la création en 1753 de l'Académie de peinture et de sculpture de Marseille favorise la diffusion des œuvres des grands maîtres, œuvres souvent diffusées par l'intermédiaire de la gravure[DMB 14]. Plusieurs motifs sont directement copiés sur un livre de Robert Sayer The ladies amusement dans lequel sont reproduites des planches consacrées aux arbres, aux ruines et chaumières, aux personnages, aux animaux et aux fleurs[DMB 15]. Les paysages champêtres sont composés de peu d'éléments : arbres et pierres. Les arbres sont des pins parasols ou d'Alep, des cyprès ou des saules. Les pierres sont des ruines antiques, des colonnades et pyramides ; ces motifs sont inspirés des œuvres de Cornelis van Poelenburgh, François Boucher, Hubert Robert et Giovanni Battista Piranesi[DMB 16].
- Décors floraux: la veuve Perrin a souvent employé avec succès ce type de décor plus qu'aucun autre faïencier de Marseille. La flore représentée est cependant restreinte : roses, reines-marguerites, anémones, jacinthes, pensées et tulipes ; pour les plantes non cultivées on trouve narcisses, liserons, bourraches et boutons d'or[1]. Les compositions florales sont parfois animées par des insectes (Charançons, punaises, libellules et mantes religieuses. Elles sont aussi combinées, mais plus rarement, avec des fruits (prunes, pommes, cerises et poires)[2].
- Décors aux poissons : ce décor que l'on ne rencontre nulle part ailleurs est une des caractéristiques des faïences de la veuve Perrin. Toutes les espèces de poissons de la Méditerranée sont représentées : rouget, "roucaou" (labre merle), rascasse, loup (bar), girelle, merlan, anguille ainsi que des oursins, clovisses et crabes. Des engins de pêche sont également représentés ; "salabre" (épuisette) etc.[DMB 17].
- Décors en camaïeu vert : il s'agit essentiellement de décors floraux en camaïeu vert sur terrines, sucrier, assiette à aile parfois ajourée etc.

### Galerie

Œuvres publiques de la Veuve Perrin
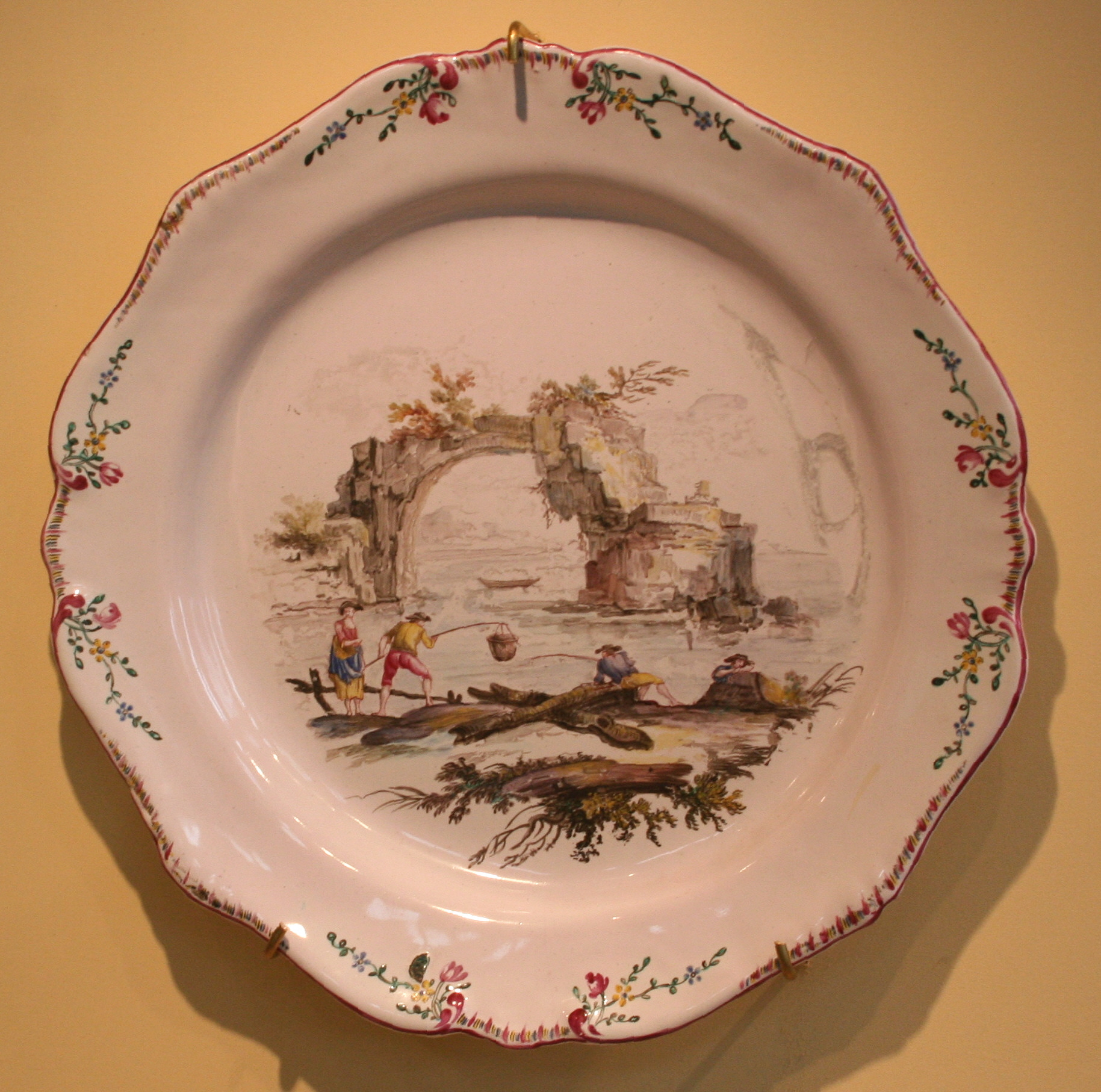
Assiette, décor à paysages.
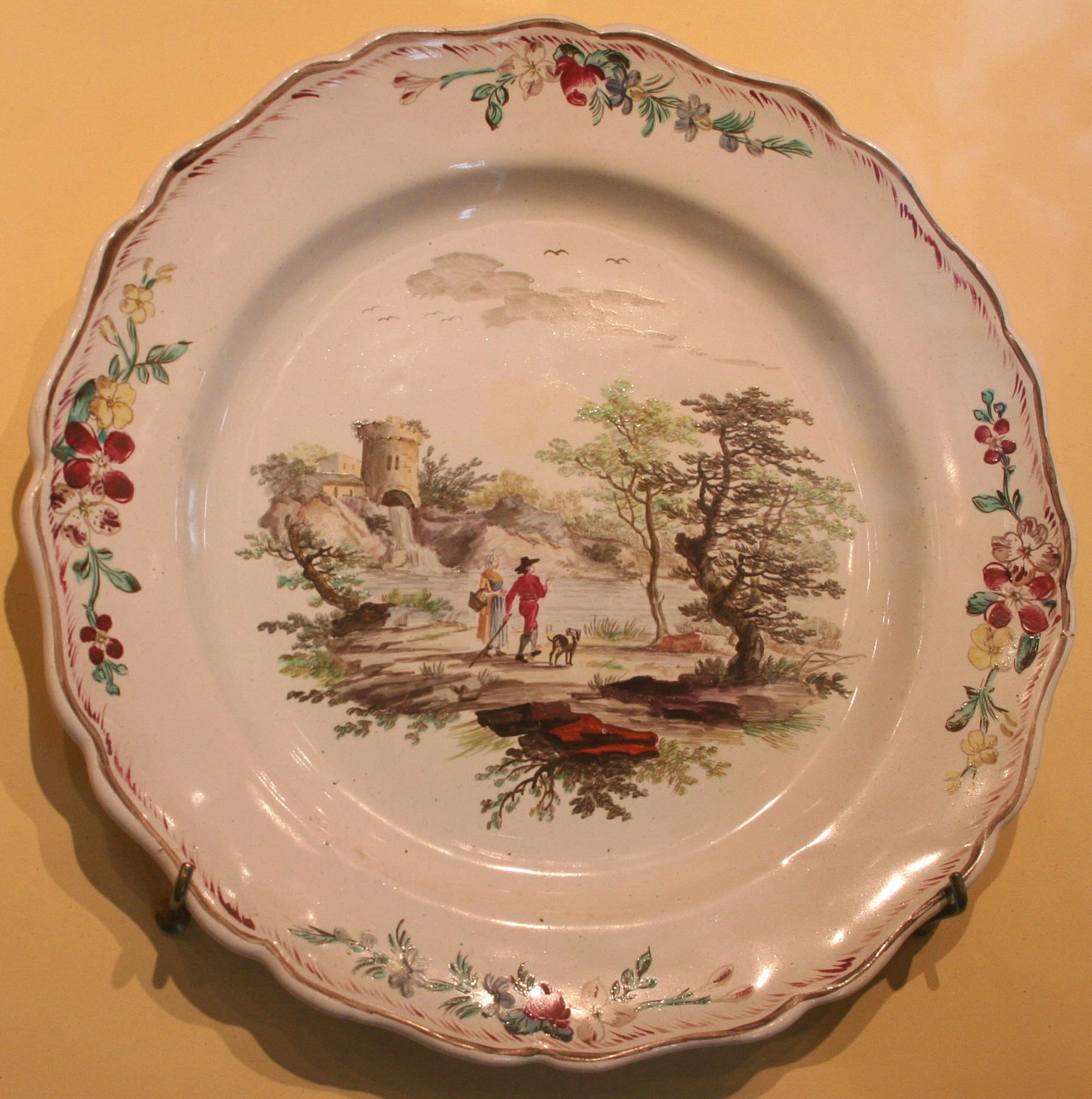
Assiette, décor à paysage.
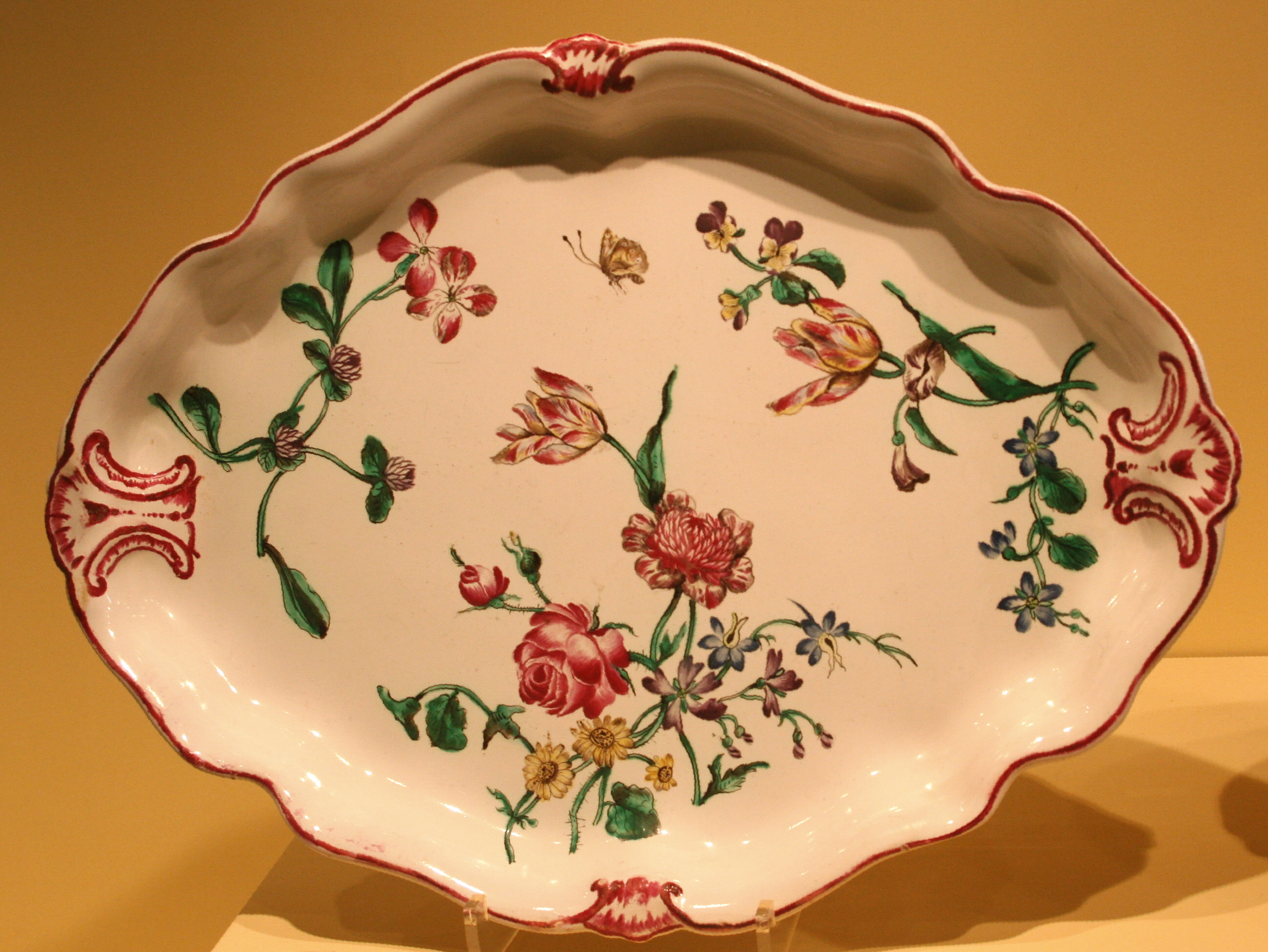
Plat oblong à décor floral.
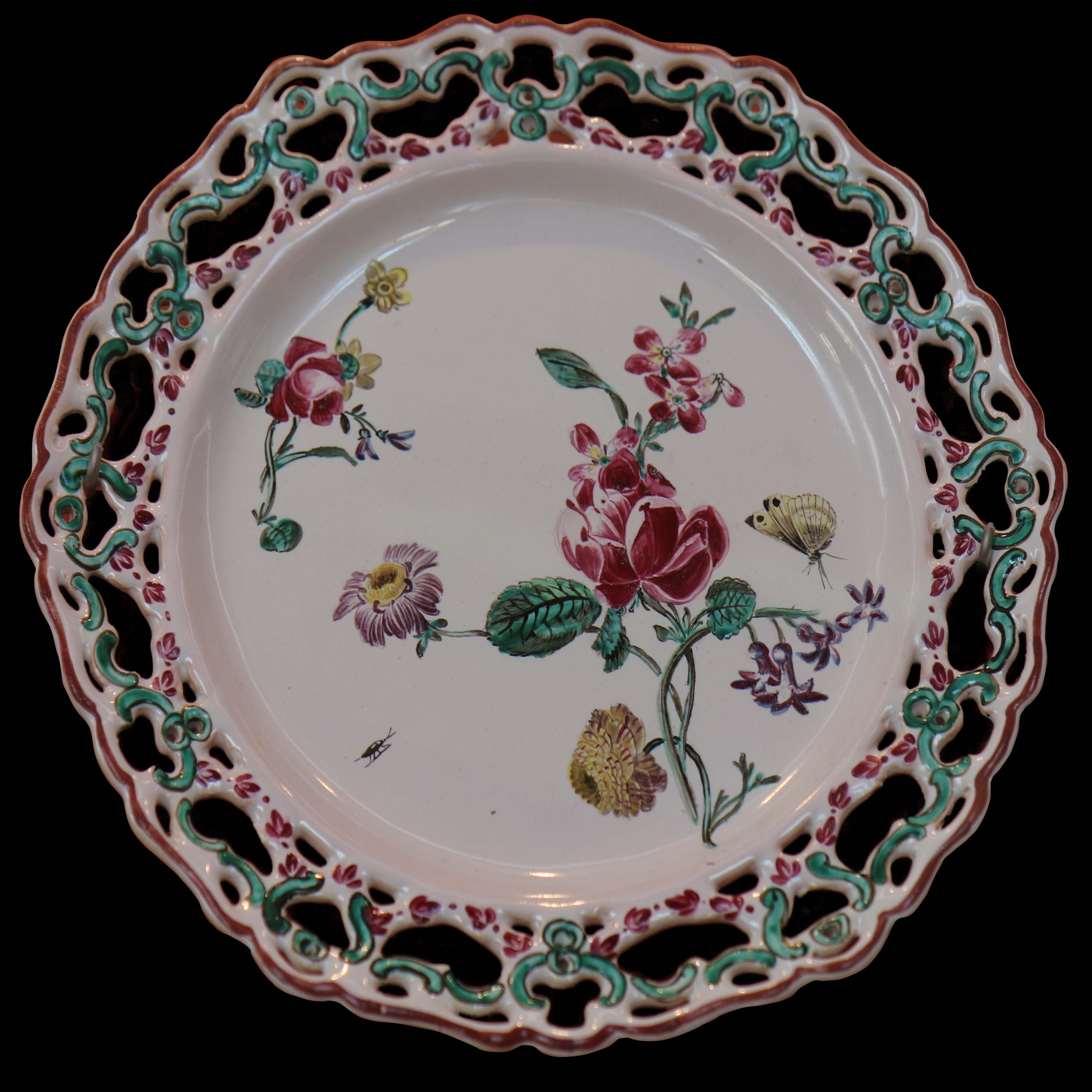
Assiette à aile ajourée, décor floral avec papillon.
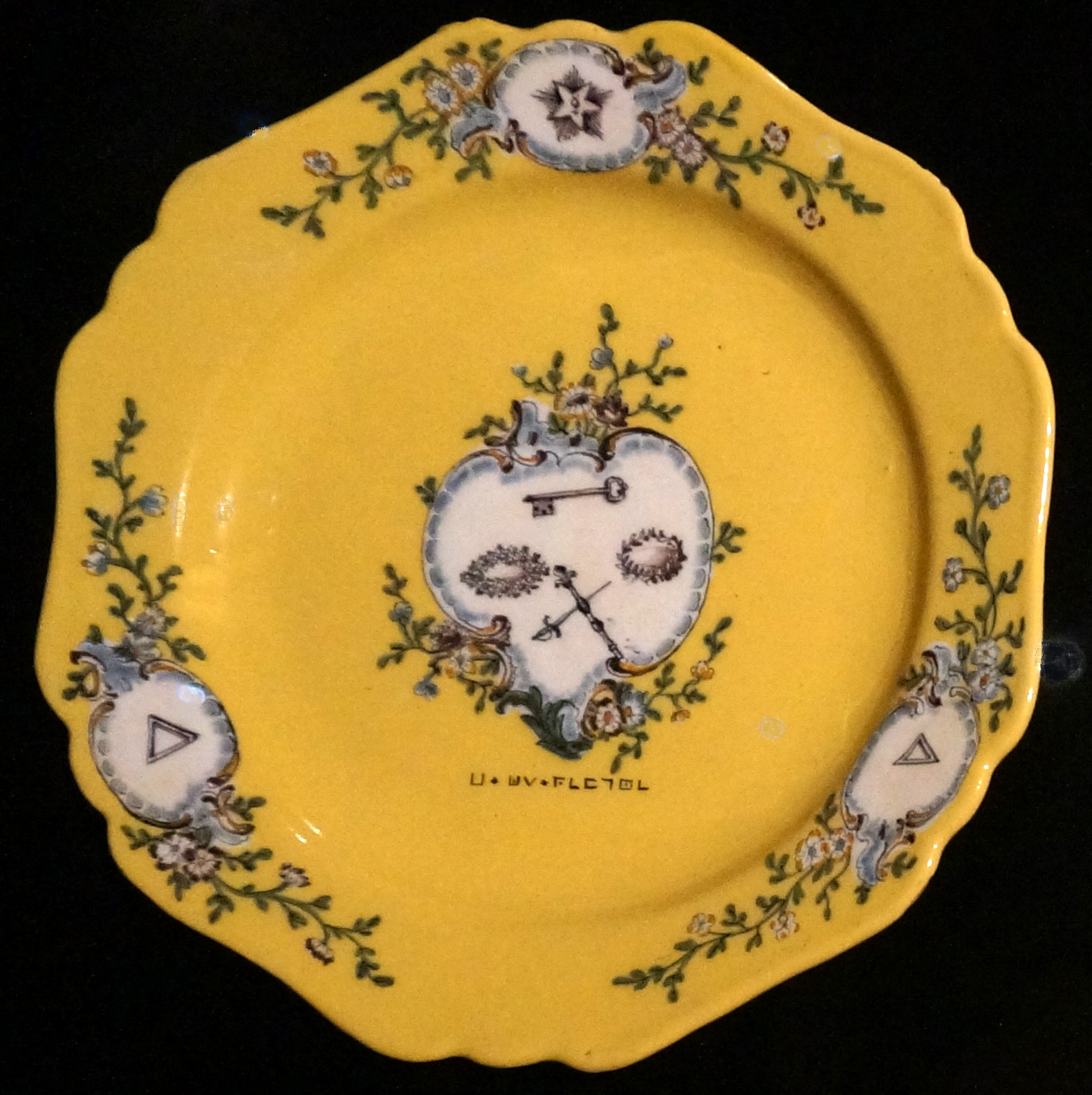
Assiette à émail jaune avec symboles de la franc-maçonnerie.

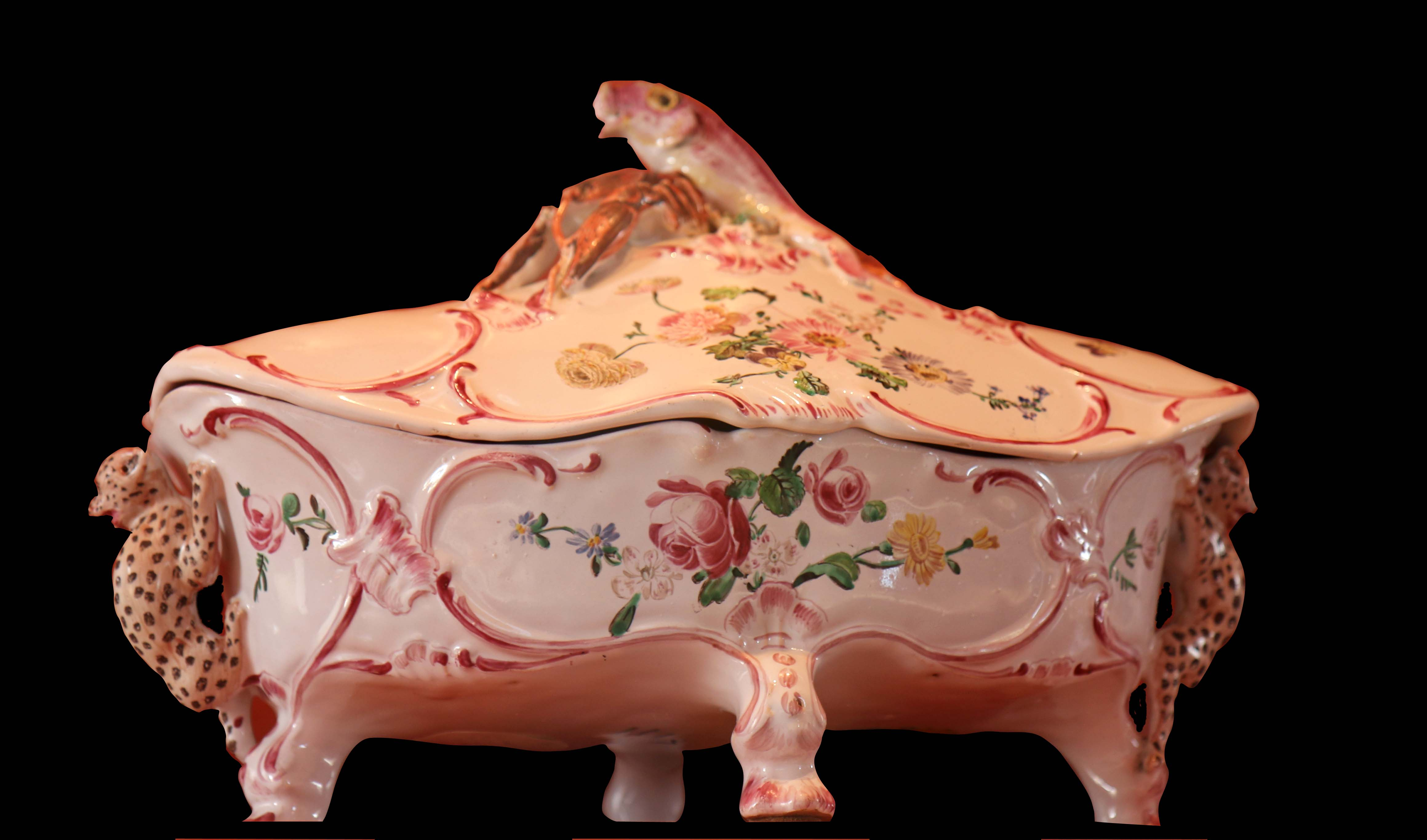
Terrine avec prise en forme de poisson et crabe.
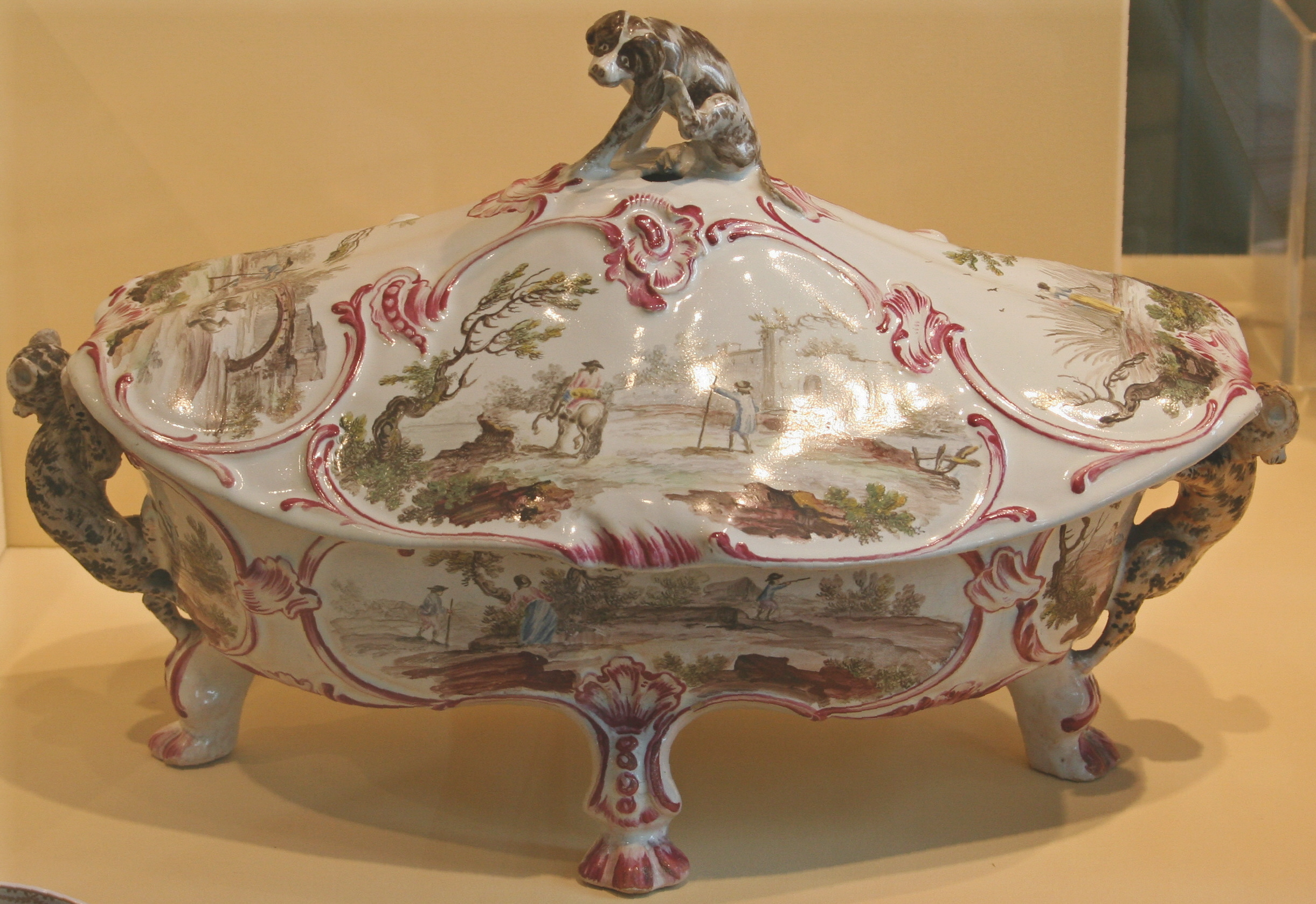
Terrine avec prise en forme de chien se grattant l'oreille.
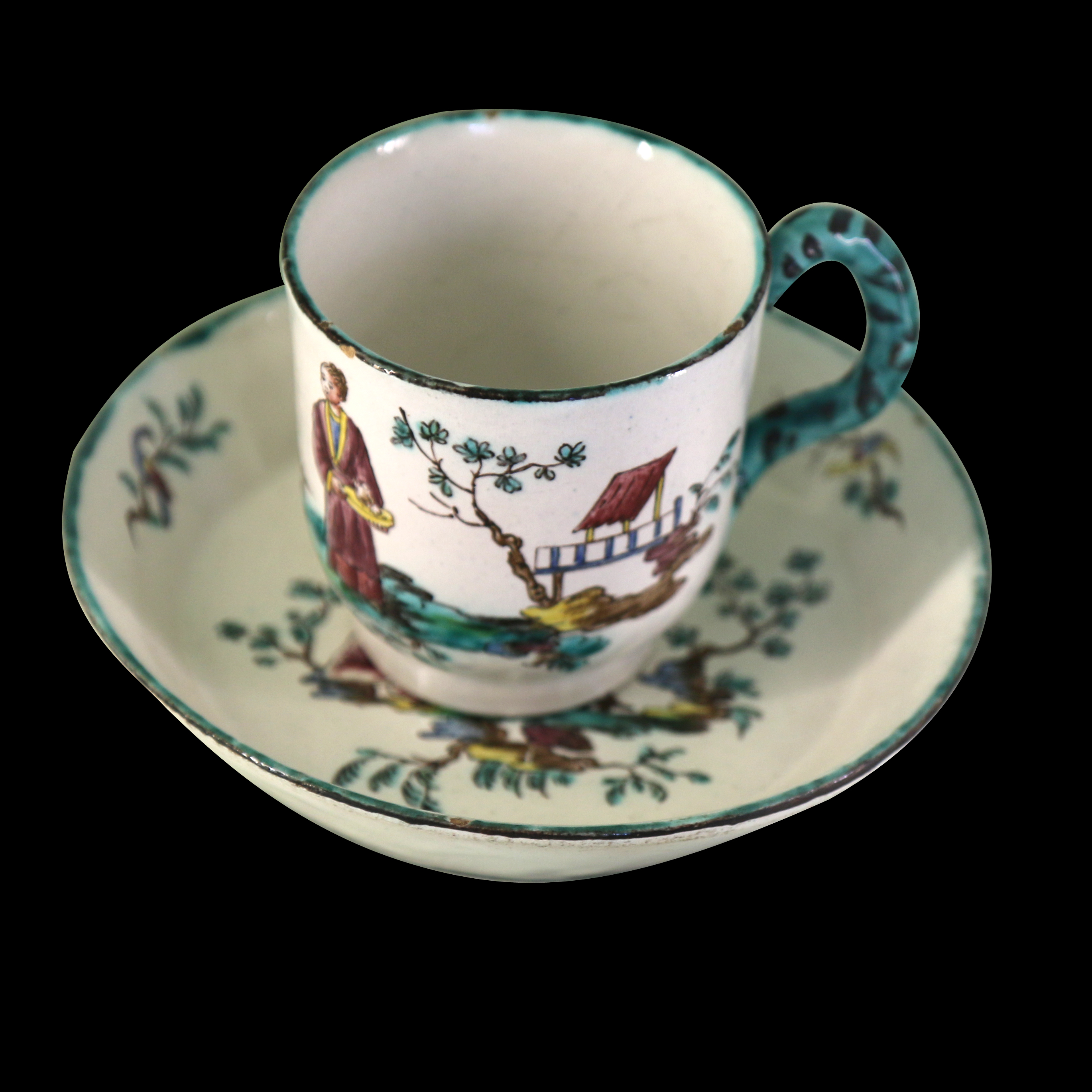
Tasse à café avec soucoupe, décor au chinois dit à la « Pillement », musée des beaux-arts de Narbonne.
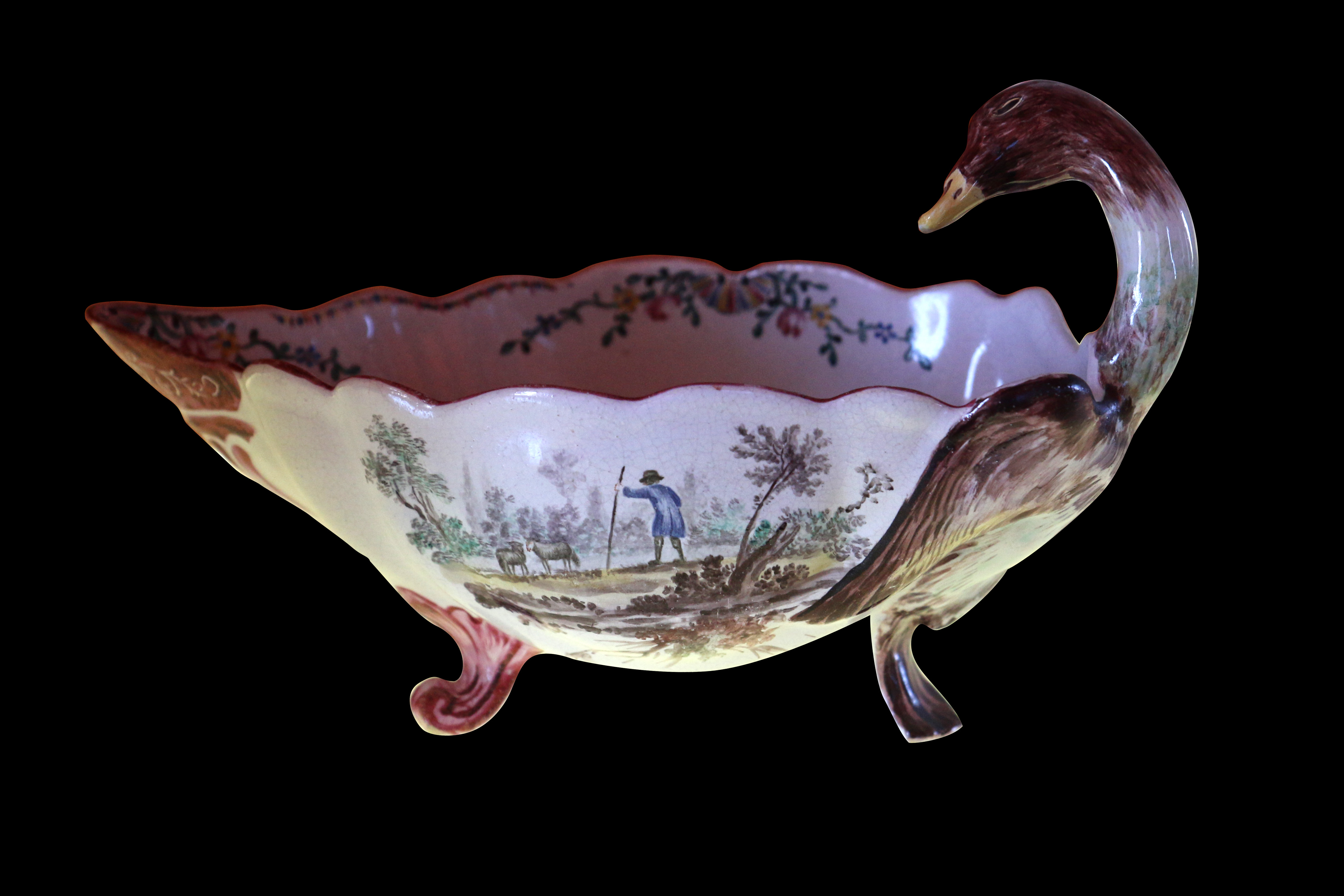
Saucière en forme de canard, décor à paysage.

## Œuvres dans des musées
En France :
- Avignon, Musée Louis Vouland :
- Besançon, Musée des beaux-arts et d'archéologie : Plat aux trois bouquets[J 1], plat au brigandage[J 2], plat au bouquet de fleurs jetées au naturel[J 3], assiette au bouquet de fleurs[J 4].
- Douai, Musée de la Chartreuse : jardinière[J 5].
- Marseille, Musée des Arts décoratifs, de la Faïence et de la Mode :
- Narbonne, Musée d'art et d'histoire : Plat[3], Bassin[4], assiette à armoiries[5], tasse et soucoupe au décor au chinois dit "de Pillement"[6], pots à fard[7]
- Nevers, Musée de la Faïence et des Beaux-Arts : assiette à décor floral[J 6], Soupière[J 7]
- Paris, Musée de la franc-maçonnerie :

À l'étranger :
- New York, Metropolitan Museum of Art : Paire de pots pourris, sucrier et son plateau, terrine et son couvercle, saucière et plateau, assiette à décoration maçonnique, assiette à aile ajourée, pot à crème, plat à barbe[8]